# Johnny and Mary
Johnny and Mary è un singolo del cantante britannico Robert Palmer, pubblicato nel 1980 ed estratto dall'album Clues.

## Descrizione
La canzone ha raggiunto la posizione numero 44 della classifica del Regno Unito e la 18 della classifica Billboard statunitense, ma a dispetto delle basse posizioni nelle classifiche anglosassoni diventò molto celebre in Italia e, soprattutto, in Francia.

## Tracce
7" Island Records (1980) - distribuzione internazionale
1. Johnny and Mary – 3:30 (Robert Palmer)
2. In Walks Love Again – 2:45 (Robert Palmer)

Durata totale: 6:15
7" Island Records (1980) - distribuzione internazionale
1. Johnny and Mary – 3:31 (Robert Palmer)
2. What`s It Take – 2:43 (Robert Palmer)

Durata totale: 6:14
12" Island Records (1980) - distribuzione internazionale
1. Johnny and Mary (Robert Palmer)
2. What's It Take (Robert Palmer)
3. Remember To Remember (Gary Numan, Robert Palmer)

7" Island Records (1980) - Australia, Nuova Zelanda
1. Johnny and Mary – 3:31 (Robert Palmer)
2. Too Good To Be True – 2:56 (Robert Palmer)

Durata totale: 6:27
7" Island Records (1980), Perù
1. Johnny and Mary (Robert Palmer)
2. Que Es Lo Que Toma (Robert Palmer)

7" Island Records (1980) - Spagna
1. Johnny and Mary – 3:59 (Robert Palmer)
2. In Walks Love Again – 3:30 (Robert Palmer)

Durata totale: 7:29
7" Island Records (1980) - promo single-sided UK
1. Johnny and Mary – 3:31 (Robert Palmer)

7" Island Records (1980) - USA, Canada
1. Johnny and Mary – 3:59 (Robert Palmer)
2. Style Kills – 3:32 (Gary Numan, Robert Palmer)

Durata totale: 7:31
7" Island Records (1980, 1986) - USA
1. Johnny and Mary – 3:59 (Robert Palmer)
2. Jealous – 3:15 (Joe Allen, Robert Palmer)

Durata totale: 7:14
7" Island Records (1980) - promo USA
1. Johnny and Mary – 2:59 (Robert Palmer)
2. Johnny and Mary – 2:59 (Robert Palmer)

Durata totale: 5:58
7" Island Records (1980) - promo single-sided USA
1. Johnny and Mary – 3:59 (Robert Palmer)

7" Tonpress (1981) - microsolco su cartolina single-sided, Polonia
1. Johnny and Mary (Robert Palmer)

7" Island Records (1985) - promo e ristampa, Francia
1. Johnny and Mary – 3:59 (Robert Palmer)
2. All Around The World – 2:18 (Robert Palmer)

Durata totale: 6:17

## Crediti
- Robert Palmer - voce

## Citazioni e omaggi
- La marca automobilistica francese Renault usò questa canzone per i suoi spot pubblicitari degli anni ottanta e durante i primi anni novanta, trasformando per ogni diverso spot la canzone, utilizzando arrangiamenti in diversi generi musicali. L'ultimo spot con il jingle di Johnny & Mary fu quello che presentò la prima generazione della Renault Twingo, nel 1993. Nel 2021 Renault riutilizza nuovamente il leggendario titolo di Robert Palmer per lo spot della nuova Clio Ibrida nella versione della Start-Rec. Il commovente canto originale dell'interprete svedese Hanna Hägglund si pone al servizio di una nuova versione emotiva e decisamente moderna, sostenuta da un coro di bambini.[3]

## Cover
La canzone è stata ripresa da numerosi artisti internazionali che proposero la loro versione del brano; tra questi: 
- gli Status Quo
- i Placebo
- Leigh Jaeger, Tina Turner
- Ellen Foley
- The Notwist
- Martin Taylor
- Züri West
- Todd Terje
- Bryan Ferry
- Anthony Monn, che ne ha cantata una versione in tedesco intitolata Johnny und Mary.